# Machala
Machala är en provinshuvudstad i Ecuador.   Den ligger i provinsen El Oro, i den sydvästra delen av landet, 400 km söder om huvudstaden Quito. Machala ligger 15 meter över havet och antalet invånare är 198 123.
Terrängen runt Machala är mycket platt. En vik av havet är nära Machala åt nordväst. Runt Machala är det ganska glesbefolkat, med 38 invånare per kvadratkilometer. Machala är det största samhället i trakten. Trakten runt Machala består huvudsakligen av våtmarker.